# Guennadi Touretski
Guennadi Guennadievitch Touretski (en russe : Геннадий Геннадьевич Турецкий), né le 17 juillet 1949 à Léningrad et mort le 7 août 2020 en Suisse, est un entraîneur de natation, notamment célèbre pour avoir mené aux sommets les sprinteurs Aleksandr Popov et Michael Klim. Successivement soviétique puis russe et enfin australien à la suite de son embauche à l'Institut des sports de Canberra, Guennadi Touretski est un entraîneur aux méthodes atypiques et ayant obtenu de bons résultats. Ses nageurs ont battu 27 records du monde entre 1992 et 2001. Limogé de l'équipe australienne à la suite de diverses polémiques, il retrouve un emploi à la fédération suisse de natation.
En 2011, Guennadi Touretski reprend sous son aile un nageur de premier plan en la personne du champion australien Ian Thorpe, qui ambitionne de participer aux Jeux olympiques de 2012 après plusieurs années sans compétition.

## Biographie

### Premières expériences
Guennadi Touretski entre dans le monde de la natation en tant que nageur de haut niveau. En 1968, il est champion de l'Union soviétique du 400 m et du 1500 m nage libre. Il fait de la compétition durant quinze ans, échouant par deux fois de peu lors des sélections pour les Jeux olympiques, d'abord en 1968 puis en 1972.
Possédant un diplôme d'ingénieur et des qualifications en biomécanique, biochimie, mécanique des fluides, et physiologie du sport, il décide de se reconvertir entraîneur. En 1988, il dirige l'équipe soviétique pour les Jeux olympiques de Séoul, avec deux médailles à la clé : le bronze pour Gennadi Prigoda sur 50 m libre et l'argent pour le relais du 4 × 100 m libre.

### Succès avec Popov et Klim
En 1990, Touretski accueille dans son groupe un jeune espoir de la natation soviétique, Aleksandr Popov. Celui-ci étant spécialisé en dos, Touretski le convertit au sprint en nage libre pour détrôner les américains qui dominaient l'épreuve. Le pari est réussi en 1992 lors des Jeux olympiques de Barcelone, où Alexander Popov réussit le doublé 50-100 m nage libre, en s'imposant entre autres devant Matt Biondi et Tom Jager. La performance du groupe de Touretski ne s'arrête pas là : en tout, ils glanent trois autres médailles d'or et cinq en argent. Le succès de l'entraîneur attire plusieurs pays, dont les États-Unis, l'Espagne, et l'Australie. Il s'engage finalement pour quatre ans à l'Institut Australien des Sports de Canberra à la fin de l'année. À partir de ce moment, il doit partager son temps entre l'équipe australienne et Aleksandr Popov, qu'il a fait venir en Australie avec lui.
En 1996, Guennadi Touretski prend la nationalité australienne. Quelques mois avant les Jeux olympiques d'Atlanta, Touretski commence la prise en main de l'espoir australien Michael Klim. Étant d'un tout autre gabarit que Popov, Touretski le juge plus prédisposé à la nage papillon qu'au crawl. Ce jugement est confirmé en 1997 lorsque Klim bat le record du monde du 100 m papillon. Ce record gagne à Touretski le respect de ses collègues australiens ; il ne faisait pas l'unanimité lorsqu'il est arrivé à l'institut. Les quatre années suivantes sont auréolées de succès pour les protégés de Touretski, en particulier pour ses stars Popov et Klim qui se côtoient à l'entraînement, que ce soit aux Jeux olympiques, aux Jeux du Commonwealth ou aux Championnats du monde. En 2000, les Jeux olympiques de Sydney  voient Michael Klim battre le record du monde du 100 m nage libre alors détenu par Popov. Klim, qui a toujours affiché sa volonté de s'imposer sur l'épreuve reine, voit là ses efforts récompensés. Pour en arriver là, Touretski a remis au goût du jour une technique particulière de crawl, qu'il juge plus adaptée à la morphologie du nageur : lors de la phase du retour aérien, Klim garde les bras tendus et non pas pliés, à la manière d'un moulin. En 2000, Touretski considère que Michael Klim est le meilleur sprinteur du monde. 

### Controverses
Après ces années de succès, le statut de Guennadi Touretski est remis en cause en 2001 lors d'une affaire de dopage. En effet, au mois d'avril, sa maison est cambriolée et un petit coffre-fort est dérobé. Touretski signale le vol et, une fois le coffre retrouvé, il s'avère contenir les médailles d'or que Popov et Klim lui ont offertes, ainsi que dix tablettes de Stanozolol, un stéroïde anabolisant. Touretski risque alors six mois de prison et est suspendu par l'Institut australien des sports. Inévitablement, les performances de ses athlètes, en particulier les vingt-sept records du monde battus depuis 1992, risquent d'être remises en cause.
Par conséquent, l'Agence australienne antidopage annonce des contrôles systématiques de ses athlètes, soit 250 tests. Touretski reçoit dans cette affaire le soutien de ses deux principaux nageurs, Popov et Klim. Au mois de septembre, Gennadi Touretski finit par être blanchi par la justice, faute de preuve convaincante. L'Institut australien des sports l'autorise alors à reprendre son travail.
Les déboires de Touretski ne sont pas pour autant terminés car, dès juin 2002, il est à nouveau suspendu de ses fonctions à l'IAS, cette fois-ci pour cause de son comportement lors d'un vol entre Singapour et Sydney. Il est accusé d'avoir dérangé les autres passagers et lancé du café à un membre du personnel qui essayait de le calmer. Touretski se justifie en affirmant avoir mal réagi, à cause de l'altitude, aux médicaments qu'il doit prendre pour sa pression sanguine. Ce n'est pas la première fois qu'un incident de ce type se produit : en 1995, en vol entre Sydney et Los Angeles à destination des Championnats pan-pacifiques, il avait été accusé d'agression sur un membre du personnel. L'avion avait fait escale à Honolulu, où Touretski avait été brièvement emprisonné. Ainsi, ce second incident compromet son avenir au sein de l'IAS.
En juillet 2002, la commission australienne des sports annonce qu'il est définitivement licencié de l'Institut. À la suite de l'annonce, Touretski et son avocat envisagent de remettre en cause la décision par le biais des tribunaux. L'entraîneur se déclare encore innocent, disant s'être endormi et ne se souvenir de rien. Touretski considère aussi qu'il va peut-être devoir quitter l'Australie, et ne sait pas encore de quoi son avenir sera fait. Il déclare : « Je n'ai pas décidé de ce que je vais faire. Mais prendre des jeunes nageurs et en faire des champions ne m'intéresse plus. »

### Nouveau départ
Guennadi Touretski retrouve un nouveau challenge en janvier 2003, en tant que consultant du comité olympique suisse. Il est aussi innocenté par la justice australienne de toutes les accusations qui pesaient sur lui.